# Desenvolvedor de realidade aumentada
Desenvolvedor de realidade aumentada é o profissional habilitado a efetuar atividades relacionadas à realidade aumentada. Logo, o desenvolvedor de realidade aumentada é aquele profissional que traz ordem estrutural e forma à criações de realidade aumentada, seja para uso corporativo, pessoal ou em redes sociais.
Exemplos de produtos do trabalho de um desenvolvedor de realidade aumentada são os Efeitos AR, templates de conteúdo para produção de conteúdo para mídias sociais, produtos que podem ser usados virtualmente através do uso de um dispositivo móvel ou qualquer aplicativo que realize a integração de elementos ou informações virtuais a visualizações do mundo real através de uma câmera e com o uso de sensores de movimento como giroscópio e acelerômetro.
1. ↑  «A moda da realidade aumentada: como a tecnologia reconecta clientes e marcas». Canaltech. 30 de maio de 2021. Consultado em 11 de junho de 2021
2. ↑  «Snap apresenta óculos que colocam elementos gráficos no mundo real». G1. Consultado em 11 de junho de 2021